# Meditační zahrada

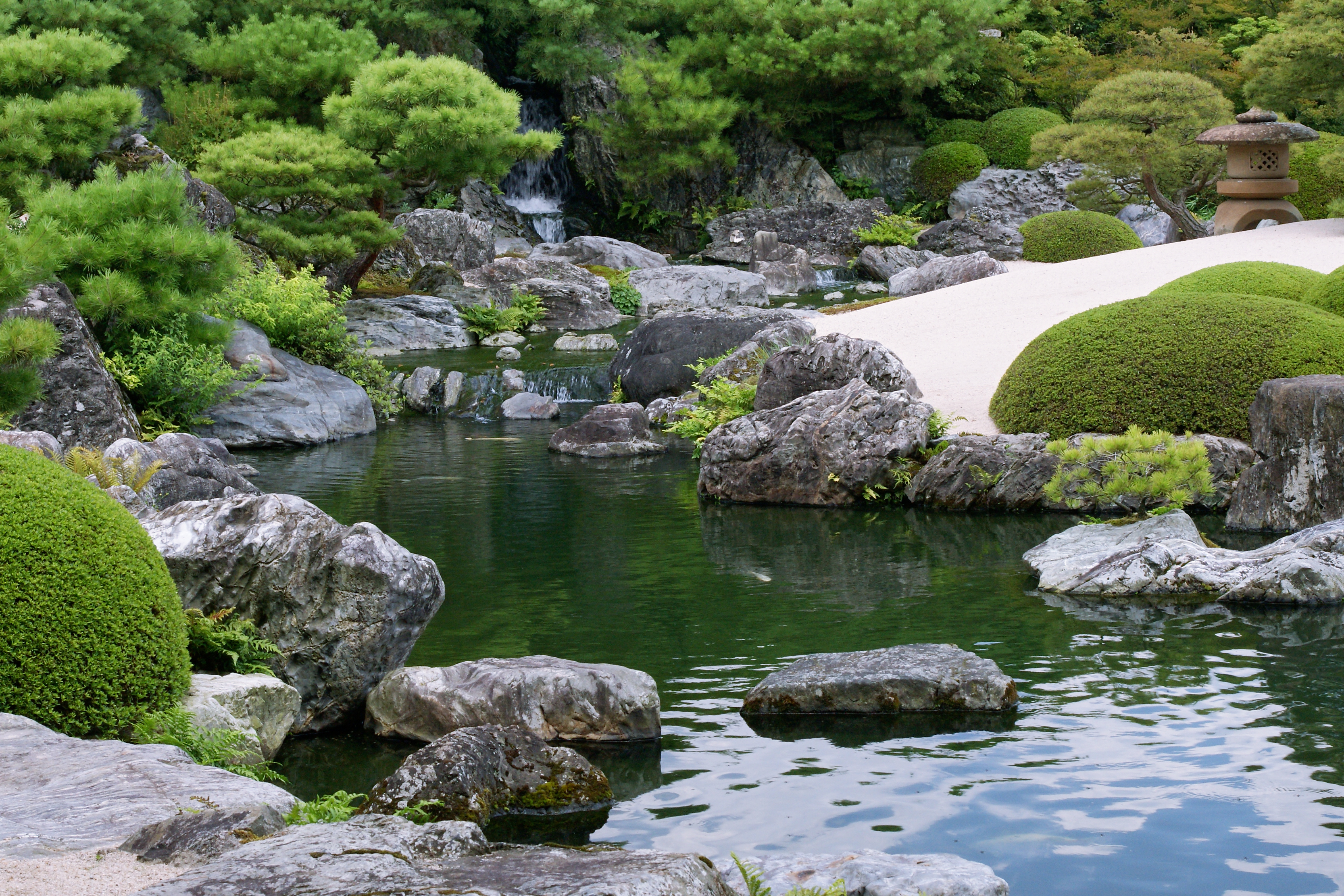
Umělecká stylizace úpravy ve stylu klasické japonské zahrady.

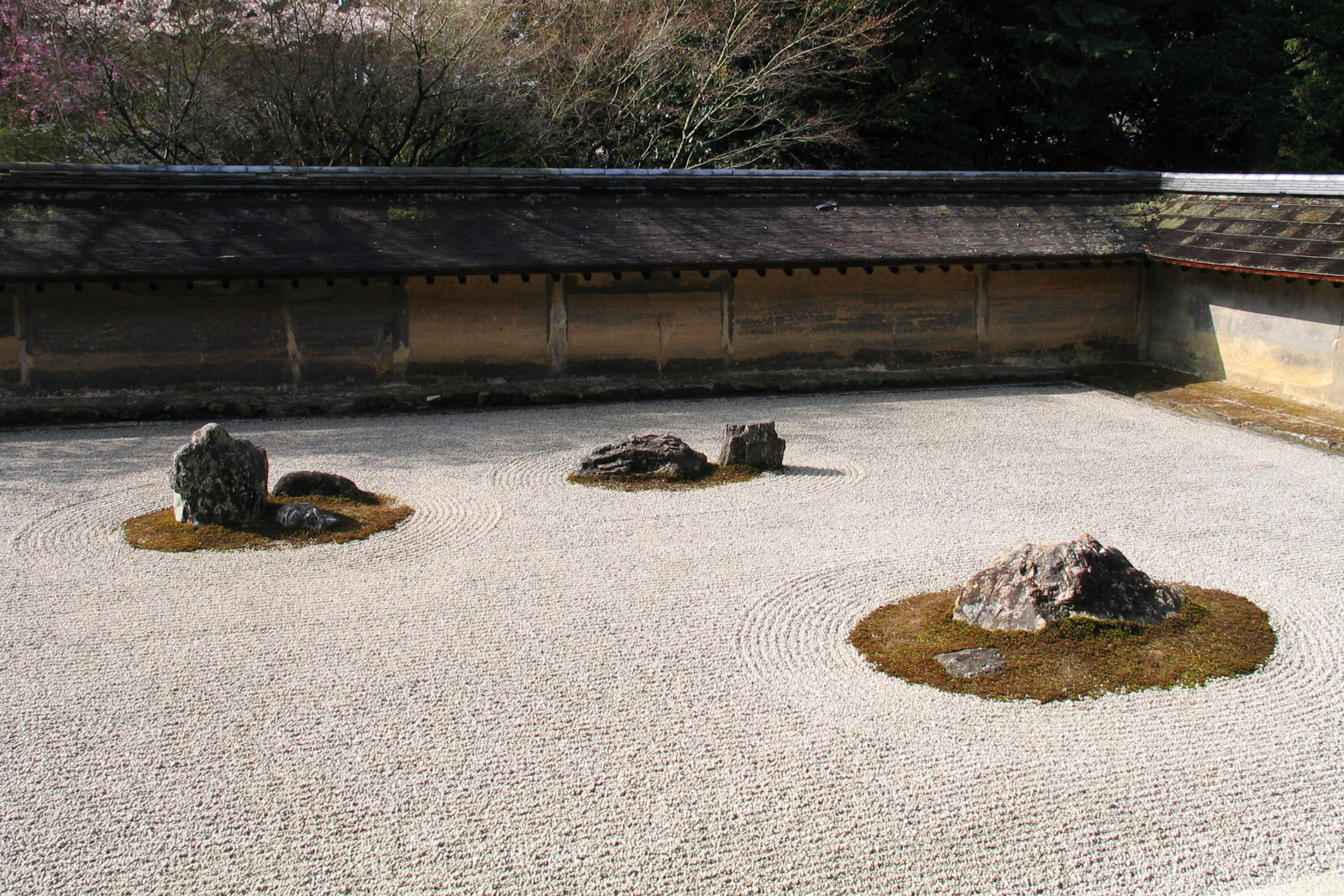
Zahrada ve stylu karesansui.

Meditační zahrada je označení někdy obecně používané pro různé okrasné zahrady s jistými společnými vlastnostmi. Jako meditační zahrady mohou být označeny středověké zahrady, stejně jako japonské zahrady (např. typu karesansui) nebo čínské zahrady. Lze sjednotit, že spíše než důležitost zahradní úpravy je v meditační zahradě významné filosofické a náboženské vnímání místa, celku, úpravy. Ačkoliv je meditační zahrada obvykle okrasnou zahradou, není žádný zásadní důvod, proč by jako meditační zahrada nemohl sloužit ovocný sad nebo zeleninová zahrada.  
Účelem meditační zahrady je pomoc ve vnímání klidu, ztišení a oproštění se od starostí a problémů, procítění náboženských nebo filosofických ideálů a uvědomění si věcí podstatných a ujasnění si skutečných hodnot. Může být upravena jako modlitebna jakéhokoliv (nebo žádného) náboženství pod širým nebem nebo sloužit soukromým či společným rituálům. Meditační zahrady mohou obsahovat symboly a objekty, které vyvolávají pocity, spíše než objekty působící esteticky a ukazující majetek či kastu majitele. Ovšem některé úpravy, označené jako meditační zahrady, jsou zhotoveny jako objekty k relaxaci a mohou také vynikat svou neobvyklou velikostí. 
Meditační zahrada je, spíše než kategorie zahrad řazených podle stylu, označení účelu. Tyto zahrady jsou také obvykle menší, jednoduše upravené, bez zbytečně okázalých a nápadných prvků, které zbytečně rozptylují. Přednostně bývají v meditační zahradě umístěny uctívané předměty. Někdy může být celek zahrady upraven tak, že sama zahrada představuje nějakou mytickou bytost (a je této představě uzpůsobena), všechny objekty v zahradě, včetně rostlin, mají symbolický význam a jsou i nazývány symbolicky.   
Použití některých barev může ovlivnit náladu a vnímání. Například červené, žluté a oranžové odstíny jsou považovány za "teplé barvy" (ve smyslu vnímání tepla divákem a asociací) a tak mohou rušit zklidnění pozorovatele. Modrá, fialová a zelená jsou považovány za "studené barvy" a působí spíše tlumivě, lze je použít jako zklidňující. Proto jsou modrá, fialová a zelená vhodné barvy pro meditační zahradu.
Za zvláštní typ meditační zahrady lze považovat hřbitovy, Meditační zahradu - Památník obětem zla v Plzni nebo jiné památníky.